# Arachnothryx subglabra
Arachnothryx subglabra är en måreväxtart som beskrevs av Attila L. Borhidi och N.C.Jiménez. Arachnothryx subglabra ingår i släktet Arachnothryx och familjen måreväxter. Inga underarter finns listade i Catalogue of Life.